# Örn Arnarson
Örn Arnarson (Reikiavik, Islandia, 31 de agosto de 1981) es un nadador islandés retirado especializado en pruebas de estilo espalda, donde consiguió ser subcampeón mundial en 2001 en los 100 metros estilo espalda.

## Carrera deportiva
En el Campeonato Mundial de Natación de 2001 celebrado en Fukuoka ganó la medalla de plata en los 100 metros estilo espalda, con un tiempo de 54.75 segundos, tras el australiano Matt Welsh (oro con 54.31 segundos) y por delante del alemán Steffen Driesen (bronce con 54.91 segundos).